# Gomphaeschna
Genre
Gomphaeschna est un genre de libellules de la famille des Aeshnidae (sous-ordre des Anisoptères, ordre des Odonates). 

## Liste d'espèces
Selon BioLib (29 avril 2021) :
- Gomphaeschna antilope (Hagen, 1874)
- Gomphaeschna furcillata (Say, 1840)